# Dipoenura
Genre
Synonymes
- Trichursa Simon, 1909

Dipoenura est un genre d'araignées aranéomorphes de la famille des Theridiidae.

## Distribution
Les espèces de ce genre se rencontrent en Asie du Sud-Est, en Asie de l'Est, en Asie du Sud et en Afrique de l'Ouest.

## Liste des espèces
Selon World Spider Catalog (version 24.5, 22/10/2023) :
- Dipoenura aplustra Zhu & Zhang, 1997
- Dipoenura cyclosoides (Simon, 1895)
- Dipoenura fimbriata Simon, 1909
- Dipoenura quadrifida Simon, 1909

## Systématique et taxinomie
Ce genre a été décrit par Simon en 1909 dans les Theridiidae.
Trichursa a été placé en synonymie par Levi en 1972.

## Publication originale
- Simon, 1909 : « Étude sur les arachnides du Tonkin (1re partie). » Bulletin Scientifique de la France et de la Belgique, vol. 42, p. 69-147 (texte intégral)